# Portsmouth (Caroline du Nord)
Pour les articles homonymes, voir Portsmouth (homonymie).
Portsmouth – ou Portsmouth Village – est une ancienne localité américaine dans le comté de Carteret, en Caroline du Nord. Aujourd'hui protégée au sein du Cape Lookout National Seashore, elle est inscrite au Registre national des lieux historiques en tant que district historique depuis le 29 novembre 1978.